# Чимина (Ређо ди Калабрија)
Чимина је насеље у Италији у округу Ређо ди Калабрија, региону Калабрија.
Према процени из 2011. у насељу је живело 507 становника. Насеље се налази на надморској висини од 304 м.

## Становништво
Према резултатима пописа становништва 2011. у општини је живело 595 становника.
| 1951. | 1961. | 1971. | 1981. | 1991. | 2001. | 2011. |
| ----- | ----- | ----- | ----- | ----- | ----- | ----- |
| 2.207 | 1.742 | 1.310 | 975   | 838   | 683   | 595   |